# Kamensk-Uralskij
Kamensk-Uralskij (rusky Ка́менск-Ура́льский) je město ve Sverdlovské oblasti v Ruské federaci. Při sčítání lidu v roce 2010 mělo 174 689 obyvatel.

## Poloha
Kamensk-Uralskij leží východně od Středního Uralu při ústí řeky Kamenky do Isetě v povodí Obu.
Od Jekatěrinburgu, správního střediska oblati, je Kamensk-Uralskij vzdálen 100 kilometrů na jihovýchod.